# 宮原義典
宮原 義典（みやはら よしのり、1986年7月15日 - ）は、地方競馬の兵庫県競馬組合・園田競馬場渡邉幸生厩舎所属の元騎手である。勝負服の柄は胴緑・黒襷、袖白・黒一本輪。大阪府出身。血液型はA型。利き手は左。出身学校は大阪明星学園。身長は160cm。体重は51kg。地方競馬教養センター騎手課程第83期生。

## 来歴
2004年、地方競馬教養センターの第83期騎手課程候補生となる。
2006年、3月21日に行われた2005年度第4回騎手免許試験に合格し、3月31日付で騎手免許を取得 し、デビュー。同年5月2日に園田競馬場でゴールデンベリルに騎乗し初騎乗（2着）。同年10月9日に園田競馬場でベニノウェルダムに騎乗して優勝し、初勝利を挙げた。2007年、1月5日に行われたヤングジョッキーズステージround2ではナムラハヤテオーに騎乗し勝利をあげた。
2007年、4月30日に期間限定騎乗騎手制度を利用し高知県競馬組合で騎乗することが発表された。期間は5月1日から10月31日まで、所属は雑賀正光厩舎となった。10月29日には翌年4月30日まで騎乗を延長することが発表された。しかし、12月6日付で自己都合により騎手を引退することが発表された。騎手成績は、地方競馬通算113戦5勝。

## 人物
- 兄弟は3人兄弟。6つ年上の兄と2つ年下の妹がいる。
- 両親や学校の先生に騎手学校へ行くのを反対されつつも、夢を捨てられず大阪明星学園を高校2年で中退し、騎手を目指すため地方競馬教養センターに入所した。
- ペットはトイプードルを飼っている。いんこも飼っていたらしい。
- 好きな女優は榮倉奈々。
- 趣味、特技は器械体操で幼稚園の頃から6年間習っていて、バク転、バク宙ができる。

## 年度別成績表
- 地方競馬

| 年     | 騎乗数 | 勝利 | 勝利 | 勝率 | 連対率 |
| 年     | 騎乗数 | 勝数 | 順位 | 勝率 | 連対率 |
| ------ | ------ | ---- | ---- | ---- | ------ |
| 2006年 | 43     | 1    | -位  | .023 | .233   |
| 2007年 | 70     | 4    | -位  | .057 | .143   |
| 通算   | 113    | 5    | -位  | .044 | .177   |